# Trans and Dance
Trans and Dance – czternasty węgierskojęzyczny album Omegi, wydany w 1995. W 2004 została wydana wersja rozszerzona płyty z dodatkowym utworem Miss World.

## Lista utworów
Albym zawiera utwory:
1. Nyitany – 1:55
2. Egi harangok – 5:41
3. Az almodozo – 7:04
4. Minden konnycseppert kar – 6:46
5. Level – Poste Restante – 4:01
6. Yeshiva eneke – 3:21
7. Csillaglany – 3:38
8. Bibor hajnal – 4:49
9. A rock-and-roll nem hagy el – 4:17
10. Egi szerelem – 5:00
11. Miss World – 4:55
12. A kereszt-ut vege – 5:45

## Skład zespołu
Twórcami albumu są:
- László Benkő – instrumenty klawiszowe
- Ferenc Debreceni – instrumenty perkusyjne
- János Kóbor – wokal
- Tamás Mihály – gitara basowa, syntezator
- György Molnár – gitara

Gościnnie udział wzięli:
- Gábor Presser – instrumenty klawiszowe
- Tamás Szekeres – gitara
- Bernadett Tunyogi – wokal
- Orsolya Tunyogi – wokal
- Zsolt Hastó – wokal
- Kornél Horváth – instrumenty perkusyjne